# 금교역
금교역(Geumgyo station, 金交驛)은 강원도 원주시 판부면 금대리에 위치한 중앙선의 신호장이었다.
이 역과 치악역 사이에 길아천철교와 똬리굴(루프형 낙하터널)이 있다.

## 역명 유래
역이 위치한 지명인 '금대리'의 '금'자와 교행의 교(交)를 합쳐 역명을 지었다.

## 역사
- 1977년 3월 1일 : 신호장으로 영업 개시[1]
- 1995년 8월 10일 : 유인신호장으로 승격[2]
- 2005년 4월 1일 : 무인신호장으로 격하
- 2021년 1월 5일 : 폐역